# 江凌青
江凌青（1983年7月30日—2015年1月17日）是中華民國電影研究者暨藝術評論者、小說家、藝術家，在臺灣文壇與藝壇有一定知名度。父親江和言擔任軍訓教官，中校退伍後為專職演說家；母親高碧玉為兒童美術教育家，尤擅水墨畫、油畫。江凌青在就讀研究所之前便從事藝術與文學創作，同時在《中華副刊》、《國語日報》、《藝術家》雜誌等刊物定期發表創作與藝評。她曾經由寶瓶文化出版短篇圖文小說集《男孩公寓》，並獲得2002年梁實秋文學獎、2003年臺北文學獎、2008年時報文學獎、2006年與2009年全球華文學生文學獎等藝文相關獎項，也曾獲選國家文化藝術基金會97年度與98年度文學創作類補助。她也從事水彩和油畫等藝術創作，以及行政院文化建設委員會第一屆優秀青年藝術典藏。
早在就讀國立臺灣師範大學美術研究所時，江凌青便開始研究當代藝術、新媒體藝術與電影美學理論，之後以中華民國教育部公費前往英國萊斯特大學美術與電影史系攻讀博士學位。其主要關心當代藝術跨域交流的美學樣態，並且從博物館研究之角度關注影像與新媒體藝術的發展。而在一連串藝術評論與理論書寫中，也先後獲得2007年、2008年、2010年與2012年的數位藝術評論獎、2011年的世安美學論文獎以及國家文化藝術基金會藝評台首獎，另外也獲得國家文化藝術基金會101年度美術調查與研究類補助。2014年於第九屆台北數位藝術節 （页面存档备份，存于）中，再獲第八屆數位藝術評論獎最佳評論獎之肯定。2015年1月17日凌晨因腦幹缺氧，於睡夢中安詳離世。凌青離世後，雙親整理其創作與手稿，陸續出版10本著作；2023年5月，為感念台中一中對凌青文學創作的啟蒙，雙親自其生前獲獎獎金與稿費所得提撥，於一中女中聯合文學獎設立江凌青紀念文學獎勵金。

## 成長

### 早年生活
江凌青於1983年7月30日出生於臺灣省臺中縣霧峰鄉臺灣省議會紀念園區後方的議會山莊，是家中的長女。父親江和言就讀國立政治大學政治系，由於家庭在南投縣頗具影響力，使得其一度被安排其從政。然而在遇見江凌青的母親高碧玉後，欣賞後者在臺北市作為養女、但是仍然不斷努力學習英語和日語，甚至僅有國小學歷但是考上遊覽車的隨車人員。江和言後來不顧親人反對與高碧玉結婚、自己則成為學校教官；而高碧玉在生下江凌青後發現女兒喜歡畫畫，自己也開始接觸水墨畫、水彩和油畫。1985年時，江凌青的弟弟江政凌出生。後來有積極人生觀的江和言更鼓勵妻子繼續從事創作工作，自己則從學校退休成為專業演說家。高碧玉在第52屆臺灣省政府全省美展獲得國畫類別首獎後，成為臺灣中部地區知名的畫家。
1989年江凌青就讀臺中縣霧峰國小，並且分別在1991年獲選臺中縣模範兒童、1992年獲選臺灣省特殊優良國小學生以及1993年入圍第一屆世界華人傑出青少年獎。1995年時則就讀臺中市立五權國民中學美術班，並且於1997年臺灣省獲選特殊優良國中生。其中江凌青從小對美術與文學有強烈的興趣，甚至小時候畫作裡就有一張是以自己為主題，將自己的畫作做展覽。1998年就讀國立臺中第一高級中學美術班後，江凌青開始從事寫作工作，創作範圍橫跨小說、新詩、散文與評論等領域。而她除了在文學界發表許多作品外，同樣也參與多項繪畫比賽。1999年江凌青獲選成為臺中市模範生，並且獲得國立國父紀念館青年學生書畫比賽國畫第二名成績。
到了隔年，她則分別獲得國立彰化社會教育館中部五縣市春秋水彩寫生第一名、臺中市學生美術比賽國畫第二名、國立國父紀念館青年學生書畫比賽國畫第二名。2001年，江凌青以全校第一名的成績自國立臺中第一高級中學畢業，但是她捨棄國立臺灣大學法律系、轉而前往國立臺灣師範大學美術系就讀，並且選擇英語系作為輔系。過去給予支持和鼓勵的江凌青父母，則對於其選擇自己的興趣抱持尊重。而在同一年，江凌青已經個別獲得國立國父紀念館第28屆全國青年學生書畫比賽國畫第二名、聯信文教基金會中部寫生比賽銅牌獎、該年度臺中縣美展水彩優選以及該年度全國學生美術比賽國畫優選，另外還獲得全國學生文學獎散文第四名和新詩第二名、全國文藝季散文第一名以及臺中縣文學獎小說獎。

### 大學時期

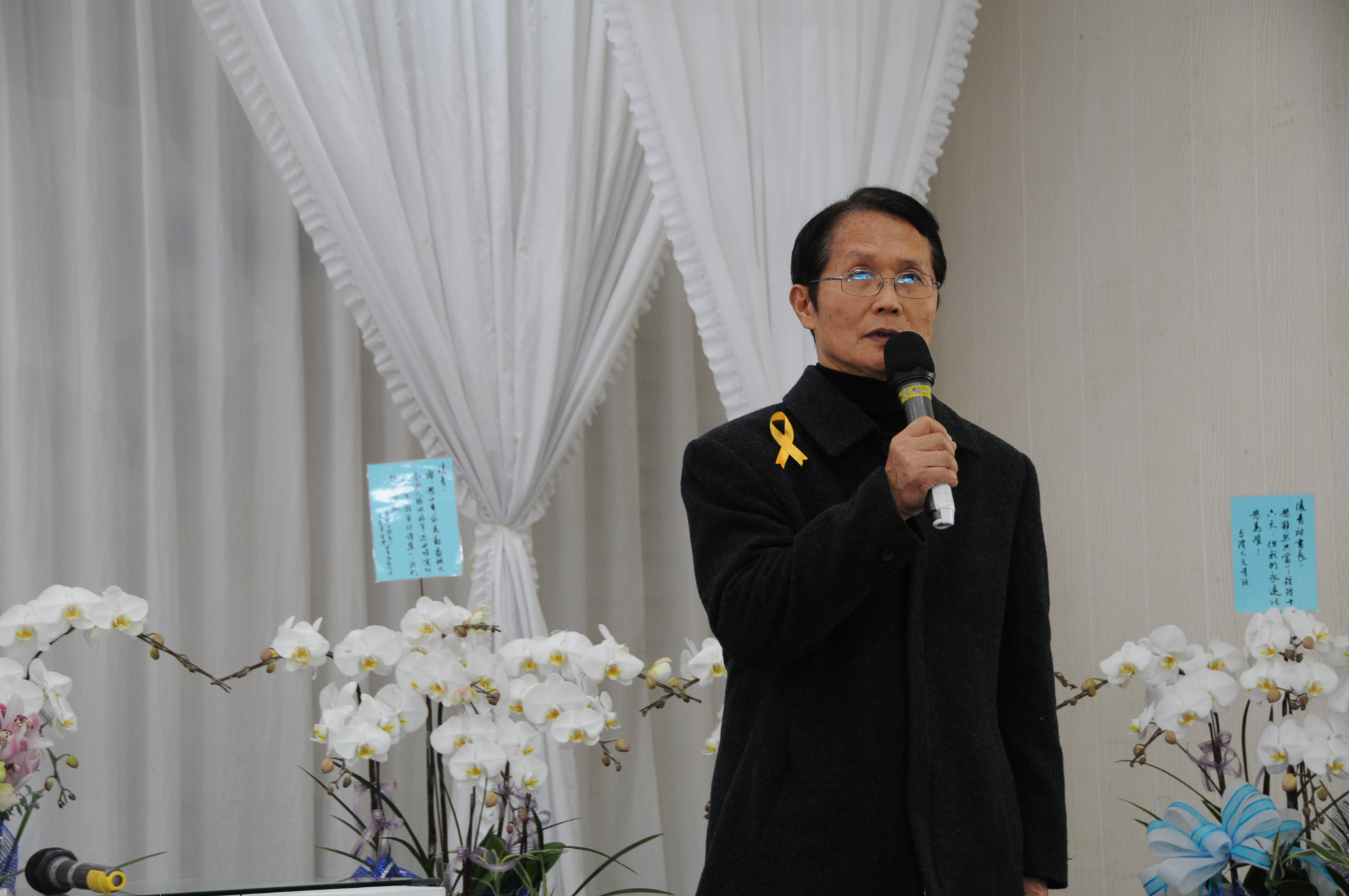
江凌青的父親江和言。

在2002年時，江凌青獲選成為行政院第24屆全國優秀榮民子女，並且在2003年時成為國立臺灣師範大學美術系系刊編輯。在就讀研究所之前江凌青主要專注於藝術和文學創作，並且在國立臺灣師範大學時期也參與許多計畫，其中在2003年時她參與行政院文化建設委員會「台灣美術地方發展史全集-宜蘭地區」撰述工作、2004年獲選參加2004年度兩岸青年學生文學營以及《中華日報》副刊「新生代女聲」專欄的寫作，另外也經常在《明日報》個人新聞網站發表文章。另外她還在同年參與美術系主任袁金塔「我是一條書蟲」陶瓷創作作品集文案，並且成功以「擊饗緘默的筆跡—鶯歌地區陶瓷彩繪研究」案申請行政院國家科學委員會大學生研究計畫。
而其也在這期間陸陸續續獲得許多藝文獎項，這包括有2002年的第七屆大墩美展水彩入選、臺中縣美展油畫第三名、國立彰化社會教育館中部五縣市水彩寫生社會組第二名、國立臺灣師範大學陳銀輝教授油畫創作獎學金優選獎、梁實秋文學獎、臺中縣文學獎散文獎、國立臺灣師範大學紅樓文學獎小說第一名及散文第一名；2003年的第八屆大墩美展油畫類入選、第二屆玉山獎油畫佳作第四名、第50屆中部美展水彩入選、臺中縣美展油畫類入選、第二屆全國百號油畫大展優選、第39屆國軍文藝金像獎水彩第二名和新詩第一名、臺北縣文學獎；2004年的臺中縣美展油畫類入選、國立臺灣師範大學陳銀輝教授油畫創作獎學金特優獎、第三屆玉山獎油畫佳作第四名、第四屆彰化磺溪美展全省徵畫油畫佳作、第40屆國軍文藝金像獎水彩第三名和油畫優選、以及第28屆全國油畫展優選等。

## 生涯

### 研究所時期

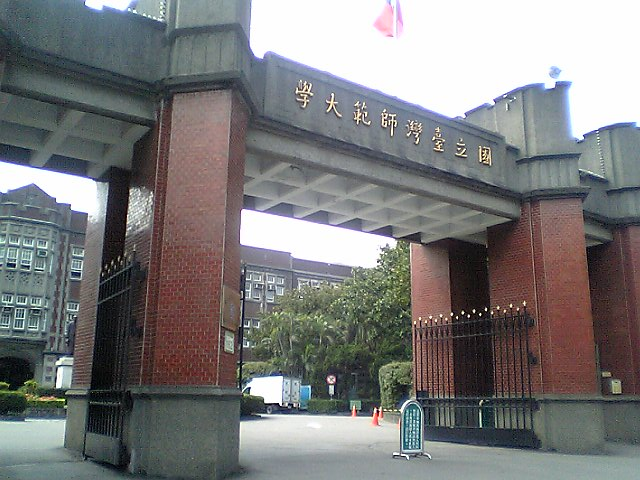
江凌青大學與研究所就讀的國立臺灣師範大學。

2005年，江凌青繼續就讀國立臺灣師範大學美術研究所西洋美術史組後，開始從事當代藝術、新媒體藝術與電影美學的理論書寫。而從1999年開始，江凌青也陸陸續續在《中國時報》、《聯合報》、《自由時報》、《幼獅文藝》、《幼獅少年》、《中華日報》、《中央日報》、《台灣日報》、《明道文藝》、《誠品好讀》、《乾坤詩刊》、《聯合文學》等刊物發表文學作品，並且分別在2002年和2003年時獲得梁實秋文學獎、臺北文學獎等榮譽。2006年時，江凌青以《夏季公寓》獲得由行政院文化建設委員會指導、《明道文藝》和《中央日報》主辦的第24屆全球華文學生文學獎。
而在研究所時期江凌青也繼續獲得許多藝術相關獎項，這包括有2005年的第59屆臺灣省政府全省美展水彩第三名和油畫入選、第29屆全國油畫展覽會入選、青溪新文藝金環獎油畫優選、王蓓藝術獎學金、國立臺灣師範大學師鐸文學獎學金、第八屆大墩文學獎散文佳作；2006年的第30屆全國油畫展油畫入選、第一屆帝寶美展油畫入選、第69屆台陽美展水彩入選、第11屆大墩美展水彩入選、第18屆臺中縣美術家接力展薪傳獎、第24屆全國學生文學獎大專小說優選以及國立臺灣師範大學紅樓文學獎小第二名。另外在2007年、2008年以及後來的2010年時，則陸陸續續獲得臺北市政府文化局頒發的數位藝術評論獎。2008年時，江凌青結合文字與視覺創作、由寶瓶文化出版她第一本拼貼創作文集《公寓男孩》，裡面40篇均附插圖。自藝術史研究所畢業後接受訪問時，江凌青表示：「寫作與畫畫在我生命當中是很自然的一件事。」

### 留學英國

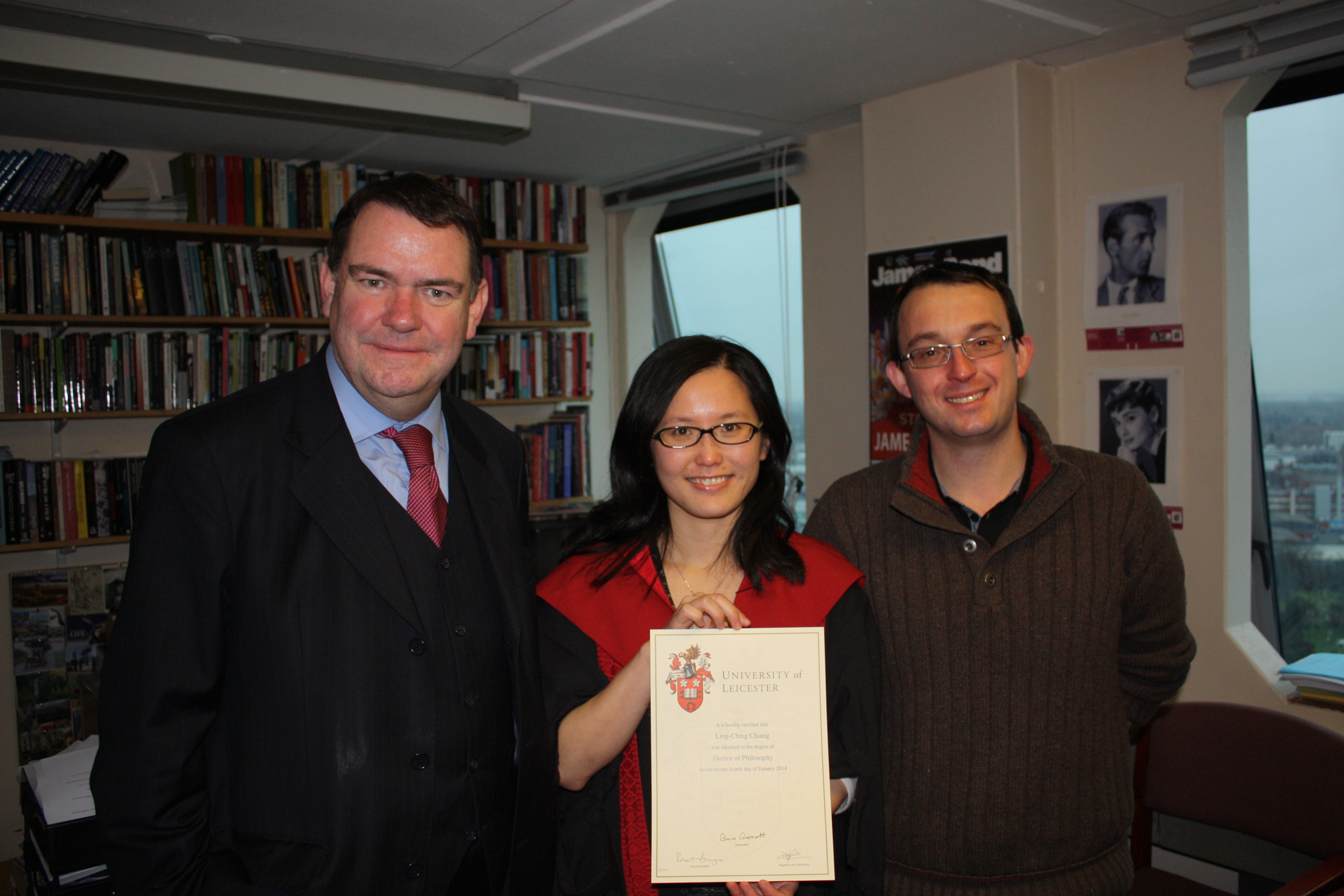
江凌青自萊斯特大學博士畢業時與指導教授、系主任合影。

2008年時，獲選為國立臺灣師範大學傑出學生的江凌青通過中華民國教育部的公費留學考試，得以在隔年1月前往英國萊斯特大學美術與電影史系就讀。同時在2008年10月時，她以《自助餐式書寫》獲得第31屆時報文學獎散文獎，並且於隔年獲頒全球華文學生文學獎。同一時期，江凌青也分別在2008年和2009年獲得國家文化藝術基金會文學創作類補助，陸陸續續從事文學創作。在英國留學期間，江凌青也以雜誌特派記者以及藝術評論者身分，在藝術雜誌上撰寫許多關注當代藝術新聞和論文的文章。2009年時，江凌青獲得國家文化藝術基金會補助出版《城市標本採集錄》圖文集，並且在翻譯《西洋繪畫史上最具影響力的五十位畫家》一書後由新一代圖書公司出版。
在2011年時她以《當代影像的命運：從琳賽·席爾的創作觀察當代錄像裝置對電影美學的擴延與回返》一文也獲得世安文教基金會頒發美學論文獎，並且以《作鬼也要優雅 ── 克莉絲汀娜·魯卡斯與2010利物浦雙年展》一文獲選《藝術論壇》中文網站優秀評論獎。同年江凌青和黃信恩、黃文鉅、言叔夏、李時雍、甘炤文、湯舒雯、蔡文騫等人共同列為臺灣1980年代出生的散文作家代表，而以作品《自助餐式書寫》 和《回收青春期》列入《台灣七年級散文金典》之中。其中她表示在英國留學期間，生活逐漸被強調邏輯推論的學術論文占滿而進入高度緊繃的狀態。而由於必須以以英語寫博士論文使得她必須花很多時間修飾最基本的文句，然而這也改變了其對使用文字的看法。不過相較之下，由於仍然有定期返回臺灣以及朋友協助，使得中文閱讀寫作能力並沒有太大影響。

### 組成家庭

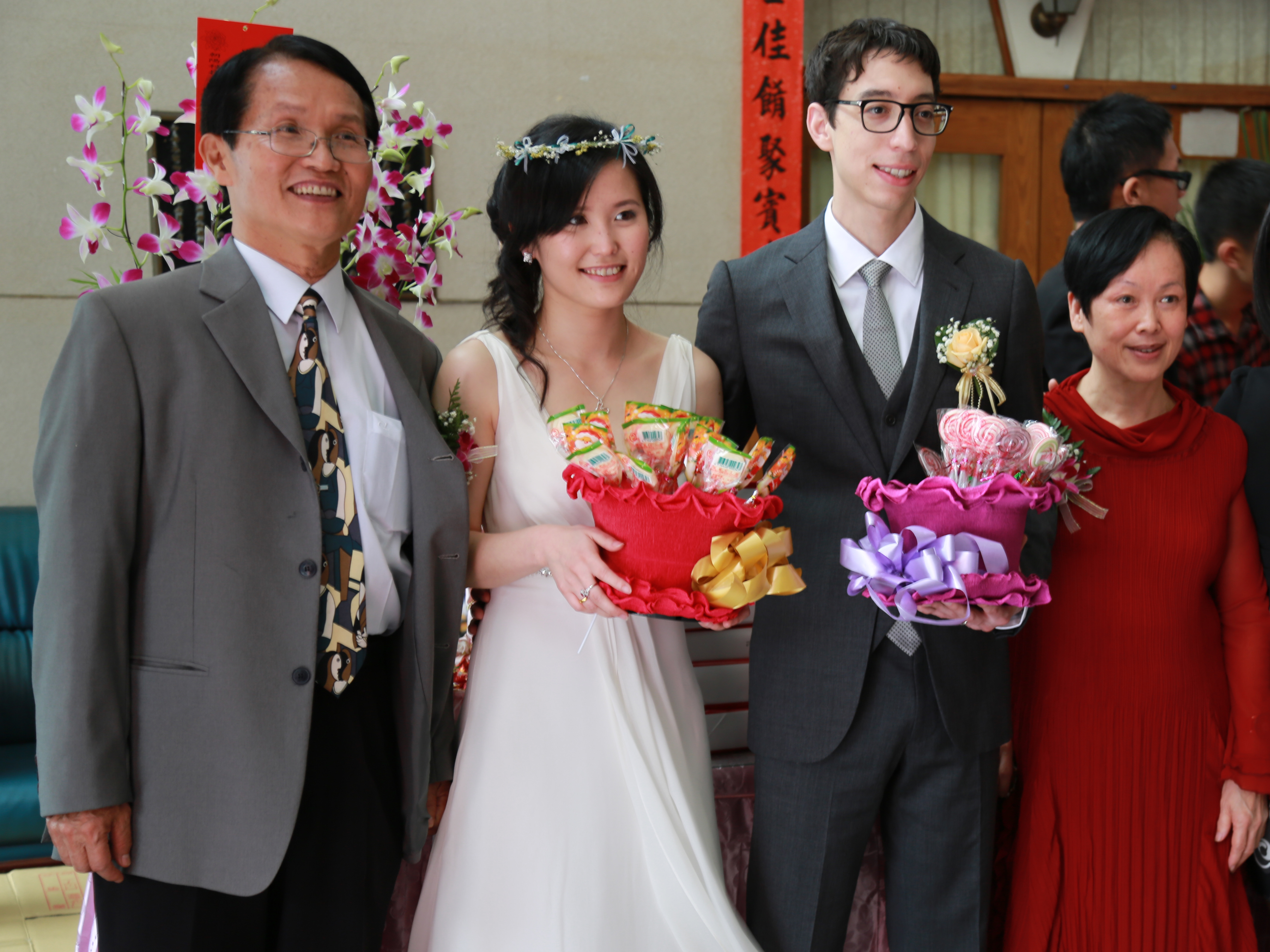
江凌青和丈夫夫蘭科結婚宴客時與雙親合影。

2012年3月，江凌青以《丁香微物，剛剛好：宇文正《丁香一樣的顏色》》贏得2011年度由國家文化藝術基金會所頒發的藝評台首獎。同年11月，江凌青以《提出一種重繪台灣地圖的可能性：文政的動畫創作》獲得台北數位藝術中心頒發第六屆數位藝術評論獎。其中江凌青在此文中，以臺灣藝術家李文政的作品為出發點開始討論臺灣城市在藝術作品中的語彙與形式。由於這時江凌青的博士論文主題與早期臺灣電影研究相關，因此也以以城市出現在電影中的意象為引言，來探討臺灣城市發展的存在性與全貌。另外一方面，江凌青也獲得國家文化藝術基金會給予的101年度美術調查與研究類補助。
而在英國求學期間，江凌青結識了於華威大學攻讀系統生物學博士學位的曼努埃爾·亞歷杭德羅·埃斯帕扎·夫蘭科（Manuel Alejandro Esparza Franco）。夫蘭科在墨西哥墨西哥市出生，之後陸陸續續住過英國、美國與墨西哥許多城鎮。江凌青認為儘管兩人生命經驗似乎差距很大，但是彼此對於家庭的想像得極為類似。兩人相戀後於2011年時提出結婚登記的申請，並且於隔年正式結為夫妻。2013年時，江凌青則和同樣擔任藝術評論者的王柏偉共同擔任國立臺灣美術館數位藝術方舟展覽《陌生人》策展人，並且邀請美國藝術家彼崔斯·吉布森（Beatrice Gibson）、德國藝術家比約恩·梅爾哈斯、日本藝術家平川祐樹以及臺灣藝術家維政、朱駿騰、吳其育等6位藝術家共同展出。

### 返回臺灣
2014年江凌青取得博士學位並且返回臺灣後，在國立中興大學人文與社會科學研究中心擔任博士後研究員。其中江凌青本身便具有小說家、畫家與電影研究者等身分，並且還以藝術雜誌記者、藝術評論者身分在《藝術家》、《藝外》、《今藝術》、《電影欣賞季刊》、《藝術學研究》、《藝術觀點》、《現代美術學報》、《歷史文物月刊》等臺灣各個藝術刊物上、撰寫許多報導與論文，同時她也是線上數位藝術期刊《數位荒原》的文章作者之一。另外在2014年時，江凌青和王柏偉在臺中市共同主辦「實驗影像論壇」，結合講座、討論以及放映實驗電影和錄像藝術方式，嘗試促進中臺灣當代藝術欣賞社群的建立與交流。
2014年3月，江凌青以《鐵皮島》和《沒有人行道的國家》獲得第九屆葉紅女性詩獎全球女性華人新詩獎第二名，其中評審團認為其以反諷語手法成功批判當代臺灣社會的諸多亂象。同年8月，31歲的江凌青和其他247位藝術家共同參與台中市當代藝術家聯展，其中她是當次展覽中最為年輕的藝術家。同時期臺北市立美術館在舉辦2014年台北雙年展時，也在「觀念藝術之後」系列講座中邀請江凌青演講《當混雜成為類型的前提：影像與錄像藝術發展史的敘事轉向》。同年10月，江凌青以《默片之日》一文獲得國立臺灣文學館頒發新詩創作獎佳作。到了11月時，江凌青以作品「日常科幻：錄像及影像藝術中的科幻片類型元素」再獲第八屆數位藝術評論獎─最佳評論獎殊榮，同月，江凌青亦前往參與深圳獨立動畫雙年展。
2014年12月時，江凌青則獲國立臺灣藝術大學美術學系邀請參加「2014年策展人論壇Ⅱ當代觀點·世界趨勢 國際學術研討會」；其中座談內容主要是透過美術館舉辦電影策展的現象，討論電影創作者從大眾娛樂製造者轉變為藝術家的身分問題，並且以「藝術與電影的交會」重新觀看美術館的功能與定位。江凌青還參與了獨立策展人蔡家榛發起的《為何每當我們憶起心所愛的，眼底總是一陣風吹沙？》展覽，以第一人稱筆法並依據作品或展覽撰寫文字創作。2015年1月江凌青接任台灣人文學社秘書長一職，亦以學者兼作家身份受邀出席2015年北京兩岸四地文學論壇。
2015年1月17日凌晨，江凌青因為大腦血管阻塞而於睡夢中逝世，得年31歲。後來經過診斷江凌青罹患先天性心房中膈缺損，儘管在嬰兒和幼兒時期並無特殊症狀，但是該症狀在成年容易造成心房顫動、心律不整並且容易形成血栓。同年2月1日上午10時，在臺中市生命禮儀管理所崇德殯儀館「崇光廳」舉辦其追思會。另外包括中華民國總統府資政廖了以、中華民國中央選舉委員會主任委員劉義周、國立勤益科技大學校長趙敏勳、國立臺灣師範大學教授蘇憲法、國立中興大學主任邱貴芬、國立臺灣文學館館長翁誌聰、中華民國教育部司長劉仲成和臺中市政府文化局局長王志誠等人都到場致哀。在追思會中除了播放紀錄片外，大村國小校長葉龍源也朗讀江凌青得獎詩作以做紀念。而在江凌青逝世後，臺中市政府文化局則表示其創作作品為臺中市重要資產，將會持續推廣她的文學作品和藝術創作。2015年5月2日，江凌青的雙親在母女共同創作的畫室處設立江凌青紀念館，對外展示江凌青生涯各個時期的創作、畫冊、文章與照片影像。

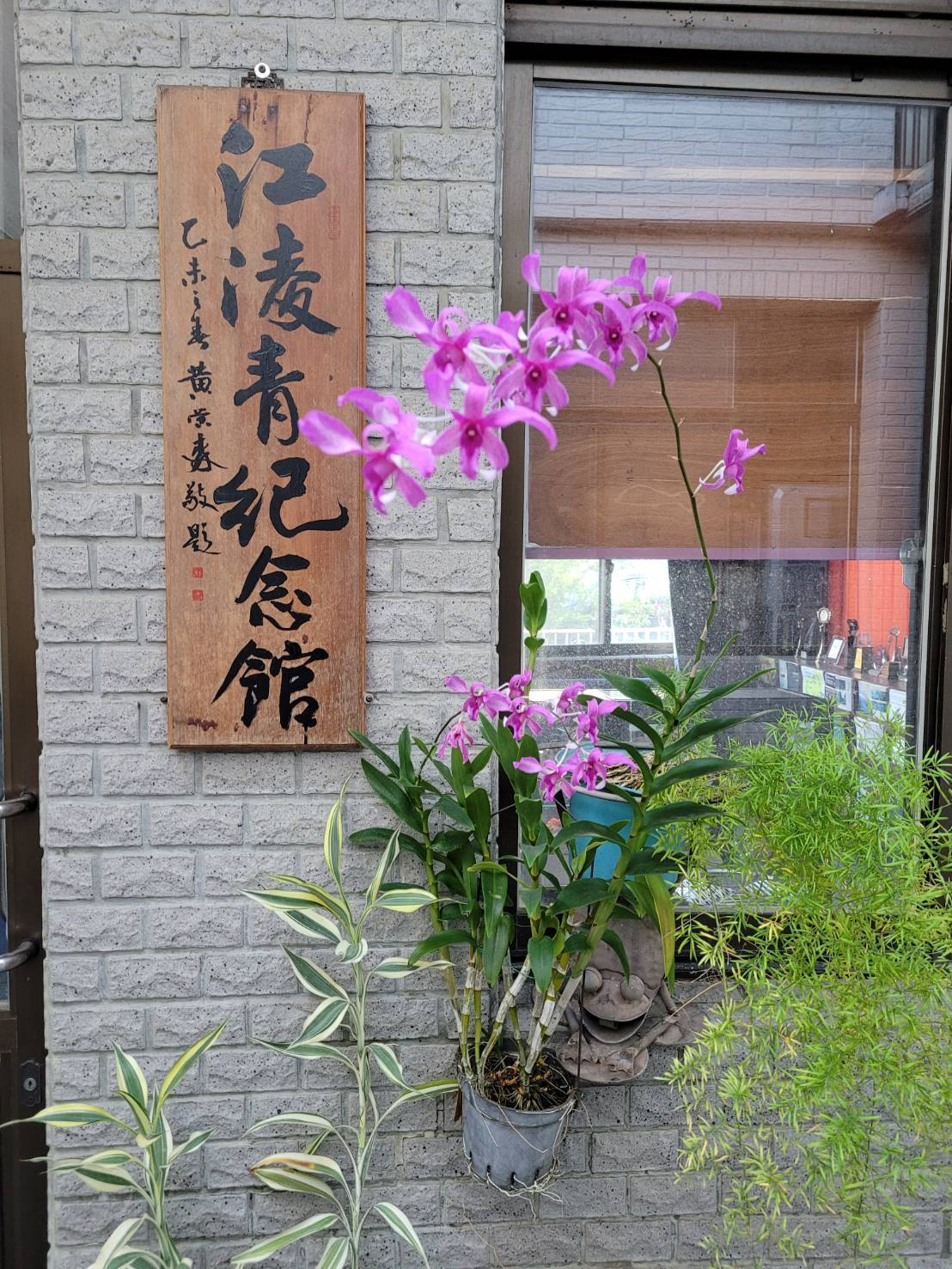
江凌青紀念館

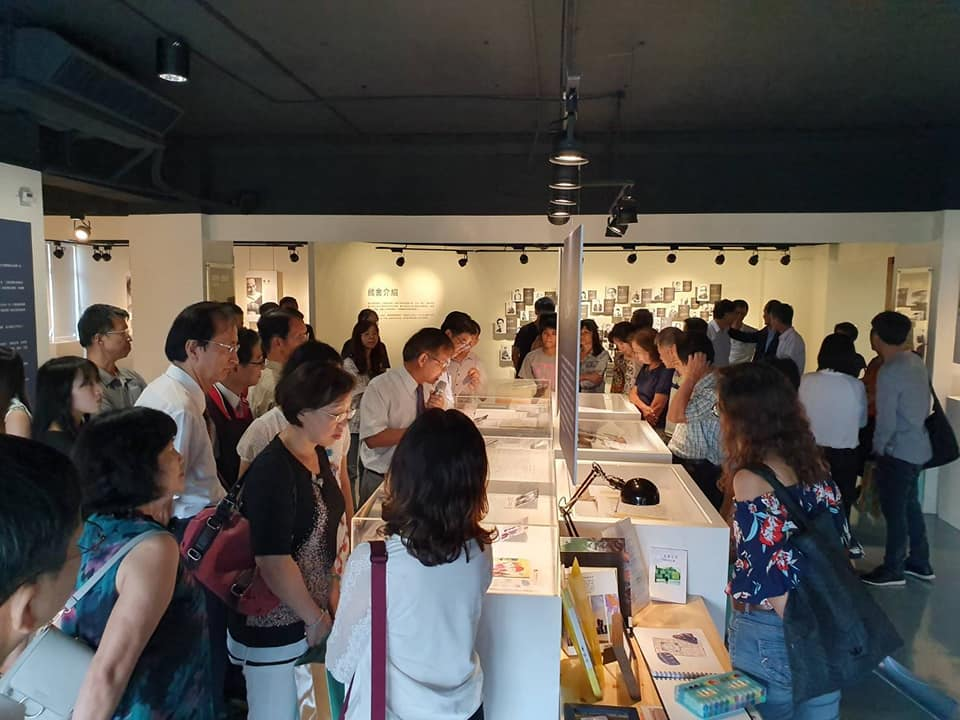
「彗星畫過的那一頁：江凌青特展」展場

2019年8月3日至11月17日，臺中市政府文化局曾舉辦「彗星畫過的那一頁：江凌青特展」，當中公開展出江凌青身前的插畫手稿以及相關文物。

## 創作

### 藝評寫作
由於同時具有藝術雜誌記者、藝術評論者、小說家、畫家和電影研究者等身分，江凌青曾經表示自己在小說家、畫家或學者等身分間「還是很渾沌」，不過實際上其在臺灣當代藝術相關報導與論文發表等方面都備受肯定。其中她主要關注當代藝術跨域交流的發展，特別是是各類型影像藝術在20世紀後期發展的美學樣態；同時也多次嘗試從博物館研究與藝文政策角度，關注影像與新媒體藝術的發展。另外在2010年時，她還和藝術評論家王柏偉以及王咏琳組成評論工作者互助團體「WJW」。
江凌青表示因為興趣、學位與職業需要而必須從事藝術相關評論、報導與寫作工作，然而自己對於大量的資訊和理論感到無力。她自己提到常常無法完整看完一本書籍，也因為習慣筆記紀錄的方式使得看書速度很慢，而要看的文獻資料也因為大量閱讀而快速增加。這使得江凌青認為藝術因為要給出有力的詮釋與結論而十分仰賴關鍵字，她也表示：「內心總是期待自己可以找到一種更貼近自我的，理解藝術的方法，而不再只當個嗜食關鍵字的斗篷人。」而對於自己觀賞許多藝術作品的心得，江凌青也提過：「我想藝術的有趣之處是這樣的：縱然有無數多的作品像是溜滑水道那樣瞬間滑出我們的記憶，但總是會有些作品奇異如螺絲般，牢牢地鎖進那被每日代辦事項、工作進度、理財儲蓄等凌亂細節盤據的腦海。有時候，一件藝術作品可能只給出了一個假設，例如一場不會停的雨、淋了雨就會抽長如傑克的魔豆的雕塑品等等，但就從此駐留於記憶裡，成為那微小卻關鍵的螺絲，陪我們面對日常生活裡不停歇的磨損。」

### 文字作品
江凌青擅長小說、散文、新詩等各類文學創作，曾經榮獲時報文學獎、梁實秋文學獎、林語堂文學獎和全國各縣市文學獎項，以及世界華人女性新詩第二名殊榮。江凌青在接受採訪時表示比較希望能寫出或者看到，從很尋常的生活面向出發卻有驚奇發展的作品。江凌青提到自己沒有買過任何作家或者導演的全套著作品，但是在寫作養成階段看過許多村上龍的文學著作，這包括有《村上龍料理小說》、《村上龍電影小說》、《京子》、《萊佛士酒店》、《悲傷的熱帶》等。對此她認為希望自己有一天可以變成像村上春樹那樣早起先慢跑的人，不過實際上仍然比較類似村上龍那種「不喜歡工作，所以都會盡快寫好出去玩」的概念。另外認為自己離真正小說家狀態還有一段距離的她還表示：
| “        | 在選擇標準上，其實很簡單就是要讓我覺得有趣；而若要說媒材之間的互補，我深信每種媒材都有一個獨立的世界，不是互補缺陷，而是相互映照各自的豐富之處。對我來說，小說彰顯的是一種比較原始的力量，因為使用的『工具』最單純。這些年看過各類藝術創作之後，我反而越來越嚮往這樣的單純。 | ” |
| ——江凌青 | |   |

### 視覺藝術
江凌青的繪畫作品主要採融合現實與想像的手法，創造出充滿故事性的畫面空間。曾經與其有長期接觸、並且認為江凌青天資聰穎的國立臺灣師範大學美術研究所教授蘇憲法表示：「綜觀凌青的作品，她早已脫離『具象寫實』的階段，進入『平面色塊』的概念，然而重點是去除具象、形體和描繪的特徵之後，並不會造成貧瘠或弱化的現象。」而另一位教授王瓊麗則認為：「畫中流露著活躍、熱情、細膩、創發的姿相，使其作品帶有哲學的精神對話；其作品有巧妙的構圖安排及揮灑自如的筆觸，在技巧及媒材的運用與色彩的表現上均有相對水準，可見其深厚的才學與功力。」
同時她也有許多繪畫作品獲得藏家收藏，其中霧峰澄清醫院收藏其4幅插畫連作、國立國父紀念館收藏其國畫作品《業精於勤》和《皮影戲》、中國醫藥大學附設醫院收藏其1幅水彩作品、逢甲大學收藏其油畫作品《魚群記憶的房間》、國立勤益科技大學收藏其1幅油畫作品、日月潭教師會館收藏其油畫作品《花》、霧峰區農會收藏其油畫作品《小鎮風光》等。同時江凌青在2003年時，也入選成為行政院文化建設委員會第一屆青年藝術家作品典藏計畫，使得其國畫作品《角色》和油畫作品《巷子的盡頭》獲得收藏，另外包括前中華民國內政部部長廖了以等人也有收藏其畫作。

## 出版
- 《江凌青學生時代作品集》，江凌青 著，臺中市政府文化局，出版日期：2021-11。[68]
- 《初始之島—江凌青文學作品集2》，江凌青、高碧玉 合著，國立公共資訊圖書館，出版日期：2019-07-23。
- 《青玉合集: 江凌青作品集高碧玉油畫創作集》，江凌青、高碧玉 合著，江凌青博士紀念館，出版日期：2018-02-01。
- 《散步路線：江凌青文學作品集》，江凌青，國立公共資訊圖書館，出版日期：2018-01-18。
- 《媒體．藝術．新潮：江凌青藝評集》，江凌青，藝術家，出版日期：2017-07-11。
- 《發現藝術之美 : 江凌青作品集》，江凌青 作／廖財固 主編, 江凌青博士紀念館，出版日期：2016。
- 《江凌青的筆記人生 = Life notes since 1989-2015》，江凌青 著／廖財固 主編, 江凌青博士紀念館，出版日期：2016。
- 《城市標本採集錄》，江凌青，台中市政府文化局，出版日期：2016-03-01。
- 《一位年輕藝術家的畫像：江凌青得獎文集》，江凌青，書林出版有限公司，出版日期：2016-01-29。
- 《新空間‧新主體：華語電影研究的當代視野》，江凌青／林建光 主編，國立中興大學，出版日期：2015-05-01。
- 《江凌青作品》(藝術薪火相傳-第18屆台中縣美術家接力展)， 台中縣立文化中心，出版日期：2008-07-01。
- 《西洋繪畫史上最具影響力的五十位畫家》，DAVID GARIFF 等著，江凌青／陳美璇 譯，新一代圖書，出版日期：2008-12-31。
- 《男孩公寓》，江凌青，寶瓶文化，出版日期：2008-03-21。

## 外部連結
- （繁體中文） Val Chiang（江凌青）
- （繁體中文） 在我們沉落大海之前